# SB Film
SB Film je slavonskobrodska udruga za promicanje filmske i glazbene kulture osnovana u listopadu 2010. godine. 
Festival Novih
Pokretači su Retrospektive Mediteran Film festivala koja je po prvi puta održana od 1. do 3. travnja 2011. godine, kada je slavonskobrodskoj publici u Kazališno-koncertnoj dvorani Ivana Brlić Mažuranić prikazano 14 dokumantarnih filmova iz zemalja mediteranskog bazena. Uz drugu retrospektivu je održana od 30. ožujka do 2. travnja 2012., SB Film pokreće i Festival Novih na kojem će za glavnu nagradu konkurirati dokumentarci iz "mladih država" zemalja nastalih nakon pada Berlinskog zida.
Prvi žiri Festivala Novih čine producent Mario Vukadin, redatelj Robert Bubalo, te iranski filmski kritičar Omid Habibinia.
Tijekom 2011. godine SB Film producira i dva dokumentarna filma, sedam minutni "Snimanje Modraca" i dvadesetpet minutni film "Sigurno na internet", dok su za 2012. i 2013. godinu u planu tri dokumentarna projekta, među kojima je i film o rušenju 6 MIG-ova JNA koji su 2.svibnja 1992. godine pokušali srušiti most u Slavonskom Brodu. 
SB Film snimio je i SB Rock 50, dokumentarac o 50 godina rock and roll-a u Slavonskom Brodu. Film je premijerno prikazan na otvorenju Festivala Novih 2012. godine a u listopadu je objavljen i na Youtubeu
Tijekom 2013. godine Festival Novih pomiče termin održavanja na lipanj, a lokacija se iz KKD IBM seli na središnji trg slavonskobrodske tvrđave. Za projekcije na otovrenom nabavljeno je i platno veličine 7x5 metara, a pred publikom oja je ispunila središnji tvrđavski trg Festival Novih 2013 otvoren je filmom Most o rušenju šest zrakoplova JNA nad slavonskim Brodom tijekom svibnja 1992. godine. Dnevne projekcije održavane su u prostorima Galerije Ružić
U organizaciji festivala 2013. koji traje od 14. do 16. svibnja po prvi puta sudjeluje i HAVC a održana je i prva radionica dokumentarnog filma koju su vodili Amanda Pope, profesorica s Filmske akademije University of South California, inače dobitnica nagrade Emmy, te Tchavdar Georgiev, redatelj iz Culver Cityja, SAD, dobitnik nagrade na Sundance festivalu. Radionicu je financiralo veleposlanstvo SAD u Zagrebu.
Pobjednik Festivala je uzbekistansko-američki film Pustinja izgubljene umjetnosti, dok su posebno priznanje žirija dobili kosovski "Plavi zid crvena vrata" te slovenski "U zemlji medvjeda"
Filmska produkcija
SB Film ima razvijenu produkciju dokumentaraca a do sada su dovršeni i prikazani filmovi:
Sigurno na internet (2011)
Snimanje Modraca (2011)
SB Rock 50 (2012)
Most (2013)

## Vanjske poveznice
- http://www.sbfilm.hr  Arhivirana inačica izvorne stranice od 8. svibnja 2018. (Wayback Machine) Službena stranica udruge SB Film

- http://www.glas-slavonije.hr/vijest.asp?rub=4&ID_VIJESTI=159564 Prikaz Festivala Novih 2012

- http://www.youtube.com/watch?v=A4DvtjyoioA SB Rock 50

- http://www.moj-film.hr/novosti/pregled/nagrade-i-dogadjanja/zavrsio-3-festival-novih-u-slavonskom-brodu/

- http://www.youtube.com/watch?v=UpTP8awU5pk

- http://www.youtube.com/watch?v=qYl0oopaFZw